# Bretterspitze (Alpes d'Allgäu)
Pour les articles homonymes, voir Bretterspitze.
La Bretterspitze est une montagne culminant à 2 608 m d'altitude dans les Alpes d'Allgäu, dans la chaîne de Hornbach.

## Géographie
La Gliegerkarspitze (2 575 m) se situe à l'ouest et l'Urbeleskarspitze (2 632 m) au nord-est.

## Ascension
Le sommet de la Bretterspitze est accessible par deux sentiers balisés qui exigent une certaine expérience.
Un premier chemin partant de Hinterhornbach mène en environ 2 heures et demie à la Kaufbeurer Haus. Du refuge, on atteint le sommet et une heure trois quarts par le pied de l'Urbeleskarspitze en prenant la crête au nord-est.
Un autre chemin partant de Häselgehr passe par le Hagerletal et le pied de la Gliegerkarspitze, également pour la crête au nord-est.
L'ascension de la Bretterspitze est régulièrement effectuée en empruntant le chemin Enzensperger (Enzenspergerweg), le sentier principal du chaînon de Hornbach, qui relie le refuge Hermann-von-Barth et la Kaufbeurer Haus.